# بزرگسال جوان

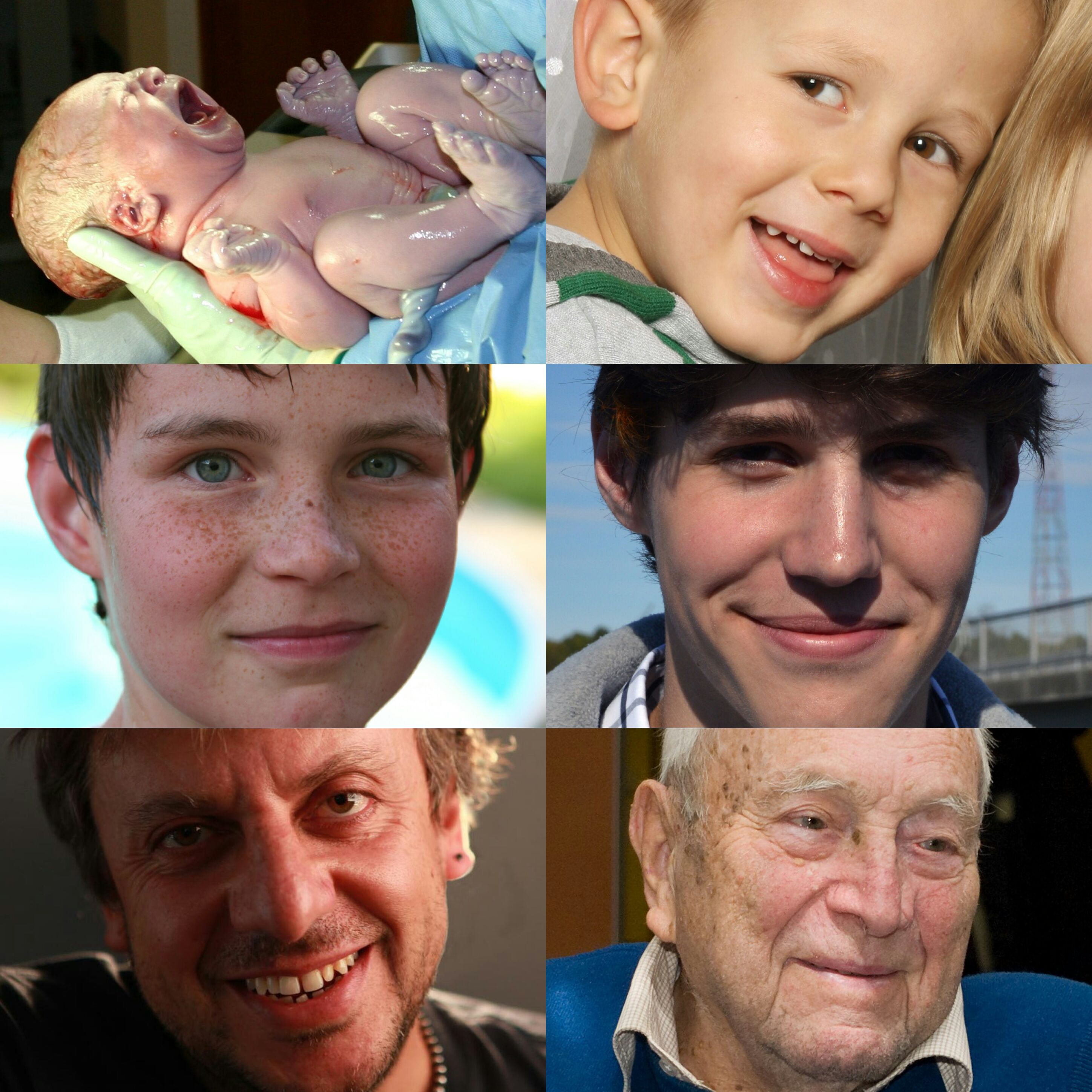
مراحل رشد انسانافراد در تصویر با سنین متفاوت

در پزشکی و علوم اجتماعی، یک جوان معمولاً فردی است در سال‌های پس از نوجوانی، گاهی دارای همپوشانی است. تعاریف و نظرات دربارهٔ آنچه که به عنوان یک بزرگسال جوان (به انگلیسی: Young adult) واجد شرایط می‌شود متفاوت است، با آثاری مانند مراحل رشد انسانی اریک اریکسون که به‌طور قابل توجهی بر تعریف این اصطلاح تأثیر می‌گذارد. به‌طور کلی، این اصطلاح اغلب برای اشاره به بزرگسالان تقریباً در محدوده سنی ۱۸ تا ۴۰ سال استفاده می‌شود، با برخی از تعاریف جامع‌تر، تعریف را تا اوایل تا اواسط دهه ۴۰ گسترش می‌دهند.  مرحله بزرگسالی جوان در رشد انسان پیش از بزرگسالی میان‌سالی است.
سیستم تولیدمثل زنان در اوایل دهه ۲۰ به اوج باروری خود می‌رسد.
از زنانی که می‌خواهند باردار شوند،
- در سن ۳۰ سالگی
  - ۷۵ درصد در عرض یک سال باردار می‌شوند که به تولد زنده ختم می‌شود
  - ۹۱ درصد در عرض چهار سال بارداری دارند که به تولد زنده ختم می‌شود.
- در سن ۳۵ سالگی
  - ۶۶ درصد در عرض یک سال باردار می‌شوند که به تولد زنده ختم می‌شود
  - ۸۴ درصد در عرض چهار سال بارداری دارند که به تولد زنده ختم می‌شود.
- در ۴۰ سالگی
  - ۴۴ درصد در عرض یک سال باردار می‌شوند که به تولد زنده ختم می‌شود
  - ۶۴ درصد در عرض چهار سال بارداری دارند که به تولد زنده ختم می‌شود.[۵][۶]

دربارهٔ بیماری، سرطان در جوانان بسیار کمتر از افراد مسن است. سرطان بیضه، سرطان دهانه رحم و لنفوم هاجکین استثنا هستند.